# Franz Wickhoff
Franz Wickhoff (Steyr, 7 maggio 1853 – Venezia, 6 aprile 1909) è stato uno storico dell'arte austriaco.
Secondo Schlosser fu «il vero fondatore» della Scuola viennese di storia dell'arte.

## Biografia
La sua formazione avvenne come allievo di Theodor von Sickel, Alexander Conze, Rudolf Eitelberger e Moritz Thausing, influenzato anche da Giovanni Morelli, di cui fu amico e seguace.
Completò i suoi studi presso l'Istituto di ricerche storiche di Vienna con la tesi Dürers Studium nach der Antike nel 1880, quindi compì il suo apprendistato presso il locale Museo delle arti applicate come conservatore della sezione tessuti, divenendo poi, nel 1882, libero docente, e nel 1884 docente ordinario, all'Istituto per la storia dell'arte di Vienna.
Tra il 1891 e il 1892 scrisse Die italienische Handzeichnungen der Albertina.
Del 1895 fu Die Wiener Genesis, edito a Vienna e tradotto in italiano con il titolo Arte romana, Padova 1947, in cui tracciò un profilo storico critico dell'arte romana, non più considerata come semplice derivato dell'arte ellenistica.
Del 1907 sono i Dürers Studien.
I suoi scritti furono raccolti a cura di Max Dvořák in 3 volumi: Gesammelte Schriften, Berlino 1912-13.
Morì a Venezia; è sepolto nel Cimitero dell'Isola di San Michele.